# Waterpolo als Jocs Olímpics d'estiu de 1936
Als Jocs Olímpics d'Estiu de 1936 celebrats a la ciutat de Berlín (Alemanya) es realitzà una única competició de waterpolo en categoria masculina.

## Comitès participants
Hi participaren un total de 142 de 16 comitès nacionals diferents:
| - Alemanya (11) - Àustria (11) - Bèlgica (9) - Estats Units (9) - França (7) - Hongria (11) - Islàndia (8) - Iugoslàvia (7) | - Japó (8) - Malta (9) - Països Baixos (9) - Regne Unit (11) - Suïssa (8) - Suècia (10) - Txecoslovàquia (7) - Uruguai (7) |

## Resum de medalles
| Prova             | Or | Argent | Bronze |
| Waterpolo masculí | Hongria Mihály Bozsi · Jenő Brandi · György Bródy · Olivér Halassy · Kálmán Hazai · Márton Homonnai · György Kutasi · István Molnár · János Németh · Miklós Sárkány · Sándor Tarics | Alemanya Bernhard Baier · Fritz Gunst · Josef Hauser · Alfred Kienzle · Paul Klingenburg · Heinrich Krug · Hans Schneider · Hans Schulze · Gustav Schürger · Helmuth Schwenn · Fritz Stolze | Bèlgica Gérard Blitz · Albert Castelyns · Pierre Coppieters · Joseph De Combe · Henri De Pauw · Henri Disy · Fernand Isselé · Edmond Michiels · Henri Stoelen |

## Medaller
| Posició | País     | Or | Argent | Bronze | Total |
| 1       | Hongria  | 1  | 0      | 0      | 1     |
| 2       | Alemanya | 0  | 1      | 0      | 1     |
| 3       | Bèlgica  | 0  | 0      | 1      | 1     |

## Resultats

### Segona ronda
Passen a segona ronda els dos primers de cada grup:
Grup A
| Posició | Equip         | Jugats | G | E | P | GF | GC | Pts |  | Bèlgica | Països Baixos | Estats Units | Uruguai |
| ------- | ------------- | ------ | - | - | - | -- | -- | --- |  | ------- | ------------- | ------------ | ------- |
| 1.      | Bèlgica       | 3      | 2 | 1 | 0 | 6  | 4  | 5   |  | X       | 1:1           | 4:3          | 1:0     |
| 2.      | Països Baixos | 3      | 1 | 2 | 0 | 5  | 4  | 4   |  | 1:1     | X             | 3:2          | 1:1     |
| 3.      | Estats Units  | 3      | 1 | 0 | 2 | 7  | 8  | 2   |  | 3:4     | 2:3           | X            | 2:1     |
| 4.      | Uruguai       | 3      | 0 | 1 | 2 | 2  | 4  | 1   |  | 0:1     | 1:1           | 1:2          | X       |

Grup B
| Posició | Equip      | Jugats | G | E | P | GF | GC | Pts |  | Hongria | Regne Unit | the Kingdom of Yugoslavia | Malta |
| ------- | ---------- | ------ | - | - | - | -- | -- | --- |  | ------- | ---------- | ------------------------- | ----- |
| 1.      | Hongria    | 3      | 3 | 0 | 0 | 26 | 2  | 6   |  | X       | 10:1       | 4:1                       | 12:0  |
| 2.      | Regne Unit | 3      | 2 | 0 | 1 | 13 | 15 | 4   |  | 1:10    | X          | 4:3                       | 8:2   |
| 3.      | Iugoslàvia | 3      | 1 | 0 | 2 | 11 | 8  | 2   |  | 1:4     | 3:4        | X                         | 7:0   |
| 4.      | Malta      | 3      | 0 | 0 | 3 | 2  | 27 | 0   |  | 0:12    | 2:8        | 0:7                       | X     |

Grup C
| Posició | Equip          | Jugats | G | E | P | GF | GC | Pts |  | Alemanya nazi | França | Txecoslovàquia | Japó |
| ------- | -------------- | ------ | - | - | - | -- | -- | --- |  | ------------- | ------ | -------------- | ---- |
| 1.      | Alemanya       | 3      | 3 | 0 | 0 | 27 | 3  | 6   |  | X             | 8:1    | 6:1            | 13:1 |
| 2.      | França         | 3      | 2 | 0 | 1 | 12 | 10 | 4   |  | 1:8           | X      | 3:2            | 8:0  |
| 3.      | Txecoslovàquia | 3      | 1 | 0 | 2 | 7  | 12 | 2   |  | 1:6           | 2:3    | X              | 4:3  |
| 4.      | Japó           | 3      | 0 | 0 | 3 | 4  | 25 | 0   |  | 1:13          | 0:8    | 3:4            | X    |

Grup D
| Posició | Equip    | Jugats | G | E | P | GF | GC | Pts |  | Àustria | Suècia | Suïssa | Islàndia |
| ------- | -------- | ------ | - | - | - | -- | -- | --- |  | ------- | ------ | ------ | -------- |
| 1.      | Àustria  | 3      | 3 | 0 | 0 | 17 | 1  | 6   |  | X       | 2:1    | 9:0    | 6:0      |
| 2.      | Suècia   | 3      | 2 | 0 | 1 | 18 | 2  | 4   |  | 1:2     | X      | 6:0    | 11:0     |
| 3.      | Suïssa   | 3      | 1 | 0 | 2 | 7  | 16 | 2   |  | 0:9     | 0:6    | X      | 7:1      |
| 4.      | Islàndia | 3      | 0 | 0 | 3 | 1  | 24 | 0   |  | 0:6     | 0:11   | 1:7    | X        |

### Tercera ronda
En la nova ordenació de grups, els equips s'enfronten només als que no formaven part del seu grup anterior, mantenint però el resultat del partit disputat en la primera ronda per tal de decidir la posició final de grup. Els dos primers de cada grup passen a la ronda final.
Grup 1
| Posició | Equip         | Jugats | G | E | P | GF | GC | Pts |  | Hongria | Bèlgica | Països Baixos | Regne Unit |
| ------- | ------------- | ------ | - | - | - | -- | -- | --- |  | ------- | ------- | ------------- | ---------- |
| 1.      | Hongria       | 3      | 3 | 0 | 0 | 21 | 1  | 6   |  | X       | 3:0     | 8:0           | 10:1       |
| 2.      | Bèlgica       | 3      | 1 | 1 | 1 | 4  | 5  | 3   |  | 0:3     | X       | 1:1           | 6:1        |
| 3.      | Països Baixos | 3      | 0 | 1 | 2 | 5  | 13 | 1   |  | 0:8     | 1:1     | X             | 4:4        |
| 4.      | Regne Unit    | 3      | 0 | 1 | 2 | 6  | 20 | 1   |  | 1:10    | 1:6     | 4:4           | X          |

Grup 2
| Posició | Equip    | Jugats | G | E | P | GF | GC | Pts |  | Alemanya nazi | França | Àustria | Suècia |
| ------- | -------- | ------ | - | - | - | -- | -- | --- |  | ------------- | ------ | ------- | ------ |
| 1.      | Alemanya | 3      | 3 | 0 | 0 | 15 | 3  | 6   |  | X             | 8:1    | 3:1     | 4:1    |
| 2.      | França   | 3      | 2 | 0 | 1 | 7  | 1  | 4   |  | 1:8           | X      | 4:2     | 2:1    |
| 3.      | Àustria  | 3      | 1 | 0 | 2 | 5  | 8  | 2   |  | 1:3           | 2:4    | X       | 2:1    |
| 4.      | Suècia   | 3      | 0 | 0 | 3 | 3  | 8  | 1   |  | 1:4           | 1:2    | 1:2     | X      |

### Ronda final
En aquesta ronda s'uniren els quatre equips vencedors de les anteiors eliminatòries en un únic grup, jugant contra aquells que encara no havien jugat i mantenint els resultats anteriors per establir la classificació final.
| Posició | Equip    | Jugats | G | E | P | GF | GC | Pts |  | Hongria | Alemanya nazi | Bèlgica | França |
| ------- | -------- | ------ | - | - | - | -- | -- | --- |  | ------- | ------------- | ------- | ------ |
| 1.      | Hongria  | 3      | 2 | 1 | 0 | 10 | 2  | 5   |  | X       | 2:2           | 3:0     | 5:0    |
| 2.      | Alemanya | 3      | 2 | 1 | 0 | 14 | 4  | 5   |  | 2:2     | X             | 4:1     | 8:1    |
| 3.      | Bèlgica  | 3      | 1 | 0 | 2 | 4  | 8  | 2   |  | 0:3     | 1:4           | X       | 3:1    |
| 4.      | França   | 3      | 0 | 0 | 3 | 2  | 16 | 0   |  | 0:5     | 1:8           | 1:3     | X      |

## Classificació final
| Place | Nation |
| ----- | --- |
| 1     | Hongria Mihály Bozsi (UTE) · Jenő Brandi (MTK) · György Bródy (III. ker TVE) · Olivér Halassy (UTE) · Kálmán Hazai (MTK) · Márton Homonnai (MTK) · György Kutasi (UTE) · István Molnár (FTC) · János Németh (UTE) · Miklós Sárkány (III. ker TVE) · Sándor Tarics (MAC)                                                                                              |
| 2     | AlemanyaBernhard Baier · Fritz Gunst · Josef Hauser · Alfred Kienzle · Paul Klingenburg · Heinrich Krug · Hans Schneider · Hans Schulze · Gustav Schürger · Helmuth Schwenn · Fritz Stolze |
| 3     | Bèlgica Gérard Blitz · Albert Castelyns · Pierre Coppieters · Joseph De Combe · Henri De Pauw · Henri Disy · Fernand Isselé · Edmond Michiels · Henri Stoelen |
| 4     | FrançaAndré Busch (CNL) · Georges Delporte (EN Tourcoing) · René Joder (CN Paris) · Paul Lambert (EN Tourcoing) · Maurice Lefèbvre (EN Tourcoing) · Henri Padou (EN Tourcoing) · Roger van de Casteele (EN Tourcoing) |
| 5     | Països BaixosRu den Hamer · Lex Franken · Hans Maier · Gé Regter · Kees van Aelst · Jan van Heteren · Soesoe van Oostrom Soede · Joop van Woerkom · Herman Veenstra |
| 6     | ÀustriaErwin Blasl · Wilhelm Hawlik · Anton Kunz · Alfred Lergetporer · Otto Müller · Sebastian Ploner · Peter Riedl · Franz Schönfels · Karl Seitz · Karl Steinbach · Franz Wenninger |
| 7     | SuèciaGöte Andersson (Stockholms KK) · Bertil Berg (SoIK Hellas) · Erik Holm (SoIK Hellas) · Tore Lindzén (Stockholms KK) · Tore Ljungqvist (SK Neptun) · Åke Nauman (Stockholms KK) · Gösta Persson (SK Neptun) · Sven-Pelle Pettersson (SK Neptun) · Runar Sandström (SK Neptun) · Georg Svensson (SoIK Hellas)                                                    |
| 8     | Regne UnitLeslie Ablett · Ernest Blake · David Grogan · William Martin · David McGregor · Frederick Milton · Robert Mitchell · Alfred North · Leslie Palmer · Reginald Sutton · Edward Temme |
| 9-16  | Iugoslàvia Filip Bonačić · Luka Ciganović · Vinko Cvjetković · Miro Mihovilović · Ante Roje · Mirko Tarana · Bogdan TošovićDejan Dabović · Ivo Đovaneli · Vojko Pavičić · Ivo Štakula |
| 9-16  | Estats UnitsEntrenador: Clyde Swendsen (Hollywood Athletic Club) · Kenneth Beck · Philip Daubenspeck · Charles Finn · Dixon Fiske · Fred Lauer (Illinois Athletic Club) · Charles McCallister (Los Angeles Athletic Club) · Wally O'Connor · Raymond Ruddy (New York Athletic Club) · Herbert Wildman Frank C. Graham (Los Angeles Athletic Club) · William E. Kelly |
| 9-16  | TxecoslovàquiaLešek Boubelá · Josef Bušek · Kurt Epstein · Konstantin Koutek · Josef Medřický · Michal Schmuck · Hugo Vondřejc |
| 9-16  | SuïssaFerdinand Denzler · Jean Gysel · Werner Kopp · Heinz Meier · Robert Mermoud · Benjamin Vessaz · Robert Wyss · Roger Zirilli |
| 9-16  | UruguaiAlberto Batignani Trucco · José Gabino Castro Porca · Julio César Costemalle · Francisco Figueroa Serantes · Hugo García · Maximino García Rodríguez · Enrique Pereira Kliche |
| 9-16  | JapóJihei Furusho · Torajiro Kataoka · Shigetaka Katsuhisa · Yasutaro Sakagami · Zenjiro Takahashi · Kosei Tano · Koichi Wada · Takimi Wakayama |
| 9-16  | IslàndiaJón Ingi Gumundsson · Þórður Gumundsson · Jonás O. Halldórsson · Þorsteinn Hjálmarsson · Jón D. Jónsson · Stefán Jónsson · Magnús B. Pálsson · Úlfar Þórðarson |
| 9-16  | MaltaJoseph Chetcuti Bonacia · Joseph Demicoli · Jack Frendo Azzopardi · Anthony J. Lanzon · Arthur Podestà · Wilfred Podestà · Filippo Schembri Fortune · Sydney Scott · Frank Wismayer |